# Thẻ MiniSD
Thẻ miniSD là một chuẩn sản xuất kích cỡ nhỏ cho các thiết bị tháo lắp và bộ nhớ khả chuyển dùng trong các thiết bị như điện thoại di động, các máy ảnh số, Máy nghe nhạc MP3 và rất nhiều vật dụng khác.
Vào ngày ấn định phát hành 13 tháng 3 năm 2003, Tập đoàn SanDisk thông báo giới thiệu miniSD và giải thích về nó tại CeBIT 2003.
Thẻ miniSD được thừa nhận vào năm 2003 bởi Hiệp hội SD như một mẫu sản xuất siêu nhỏ mở rộng của thẻ SD. Trong khi loại thẻ mới được thiết kế đặc biệt cho điện thoại di động, chúng thường được đóng gói với một đầu chuyển để tương thích với tất cả các khe cắm Secure Digital.
Thẻ miniSD sản xuất bởi một vài nhà sản xuất với các nhãn hiệu khác nhau. Tính tương thích là chung.
Thẻ miniSD thường gặp rắc rối với thẻ microSD là một chuẩn mở rộng nhỏ,nhẹ hơn của SD.  Thẻ microSD có thể sử dụng trong các thiết bị miniSD với đầu chuyển, nhưng thẻ miniSD không thể dùng với thiết bị microSD.

## Chỉ định
|                          | Thẻ nhớ SD  | Thẻ miniSD  | Thẻ microSD   |
| Rộng                     | 24 mm       | 20 mm       | 11 mm         |
| Dài                      | 32 mm       | 21.5 mm     | 15 mm         |
| Dày                      | 2.1 mm      | 1.4 mm      | 1 mm          |
| Thể tích                 | 1,596 mm³   | 589 mm³     | 165 mm³       |
| Nặng                     | Approx. 2 g | Approx. 1 g | Approx. 0.5 g |
| Điện thế hoạt động       | 2.7 - 3.6 V | 2.7 - 3.6 V | 2.7 - 3.6 V   |
| Khóa chống ghi           | CÓ          | KHÔNG       | KHÔNG         |
| Bảo vệ thiết bị đầu cuối | CÓ          | KHÔNG       | KHÔNG         |
| Số chân cắm              | 9 chân      | 11 chân     | 8 chân        |

## Khả năng
Thẻ miniSD hiện thời có dung lượng từ 16 MB đến 8 GB.
Trong ngày sản xuất ấn định 12 tháng 9 năm 2006, SanDisk thông báo thẻ miniSDHC 4GB.  Như SD và SDHC, thẻ miniSDHC có chung cách thiết kế cũ như miniSD nhưng thẻ HC yêu cầu thiết bị chính phải được hỗ trợ HC.  Thiết bị hỗ trợ miniSDHC sẽ làm việc cả với miniSD và miniSDHC, nhưng thiết bị không hỗ trợ chỉ định của miniSDHC sẽ chỉ làm việc với thẻ miniSD cũ hơn.

## Chống ghi
Có một số vấn đề khi cắm thẻ qua đầu chuyển,một thông báo hiện lên nói rằng phải tháo khóa chống ghi, điều này dễ dàng sửa bằng cách không khóa thẻ trước khi cho vào đầu chuyển.

## So sánh
| Loại                         | MMC                       | RS-MMC                    | MMC Plus                  | SecureMMC                 | SD                                       | SDIO                                     | miniSD                                   | microSD                                  |
| ---------------------------- | ------------------------- | ------------------------- | ------------------------- | ------------------------- | ---------------------------------------- | ---------------------------------------- | ---------------------------------------- | ---------------------------------------- |
| Khe cắm SD                   | Có                        | Đầu chuyển cơ khí         | Có                        | Có                        | Có                                       | Có                                       | Đầu chuyển cơ khí điện tử                | Đầu chuyển cơ khí điện tử                |
| Số chân cắm                  | 7                         | 7                         | 13                        | 7                         | 9                                        | 9                                        | 11                                       | 8                                        |
| Kích cỡ                      | Mỏng                      | Mỏng/ngắn                 | Mỏng                      | Mỏng                      | Dày (có ngoại lệ)                        | Dày                                      | Hẹp/ngắn/mỏng                            | Hẹp/ngắn/cực mỏng                        |
| Width                        | 24 mm                     | 24 mm                     | 24 mm                     | 24 mm                     | 24 mm                                    | 24 mm                                    | 20 mm                                    | 11 mm                                    |
| Length                       | 32 mm                     | 18 mm                     | 32 mm                     | 32 mm                     | 32 mm                                    | 32 mm+                                   | 21.5 mm                                  | 15 mm                                    |
| Độ dày                       | 1.4 mm                    | 1.4 mm                    | 1.4 mm                    | 1.4 mm                    | 2.1 mm (có ngoại lệ)                     | 2.1 mm                                   | 1.4 mm                                   | 1 mm                                     |
| Chế độ SPI                   | Tuỳ chọn                  | Tuỳ chọn                  | Tuỳ chọn                  | Yêu cầu                   | Yêu cầu                                  | Yêu cầu                                  | Yêu cầu                                  | Tuỳ chọn                                 |
| Chế độ 1 bit                 | Có                        | Có                        | Có                        | Có                        | Có                                       | Có                                       | Có                                       | Có                                       |
| Chế độ 4 bit                 | Không                     | Không                     | Có                        | ?                         | Tuỳ chọn                                 | Tuỳ chọn                                 | Tuỳ chọn                                 | Tuỳ chọn                                 |
| Chế độ 8 bit                 | Không                     | Không                     | Có                        | ?                         | Không                                    | Không                                    | Không                                    | Không                                    |
| Ngắt                         | Không                     | Không                     | Không                     | Không                     | Không                                    | Tuỳ chọn                                 | Không                                    | Không                                    |
| Tốc độ đồng hồ Xfer          | 0–20 MHz                  | 0–20 MHz                  | 0–52 MHz                  | 0–20 MHz?                 | 0–25 MHz - 0–50 MHz                      | 0–25 MHz                                 | 0–25 MHz?                                | 0–25 MHz?                                |
| Tốc độ truyền tải tối đa     | 20 Mbit/s                 | 20 Mbit/s                 | 416 Mbit/s                | 20 Mbit/s?                | 100 Mbit/s - 200 Mbit/s                  | 100 Mbit/s                               | 100 Mbit/s                               | 100 Mbit/s                               |
| Tốc độ truyền tải SPI tối đa | 20 Mbit/s                 | 20 Mbit/s                 | 52 Mbit/s                 | 20 Mbit/s                 | 25 Mbit/s                                | 25 Mbit/s                                | 25 Mbit/s                                | 25 Mbit/s                                |
| DRM                          | Không                     | Không                     | Không                     | Có                        | Có                                       | Chưa có                                  | Có                                       | Có                                       |
| Mã hóa người dùng            | Không                     | Không                     | Không                     | Có                        | Không                                    | Không                                    | Không                                    | Không                                    |
| Chỉ định đơn giản            | Có                        | Có                        | Không                     | Chưa có?                  | Có                                       | Có                                       | Không                                    | Không                                    |
| Phí thành viên               | $2500/năm (không yêu cầu) | $2500/năm (không yêu cầu) | $2500/năm (không yêu cầu) | $2500/năm (không yêu cầu) | $2000/năm (Chung), $4500/năm (Chấp hành) | $2000/năm (Chung), $4500/năm (Chấp hành) | $2000/năm (Chung), $4500/năm (Chấp hành) | $2000/năm (Chung), $4500/năm (Chấp hành) |
| Phí chỉ định                 | $500                      | $500                      | ?                         | ?                         | Thành viên                               | Thành viên                               | Thành viên                               | Thành viên                               |
| Giấy phép chính              | Không                     | Không                     | Không                     | Không                     | $1000/năm + phí thành viên               | $1000/năm + phí thành viên               | $1000/năm + phí thành viên               | $1000/năm + phí thành viên               |
| Thẻ thành viên hoàng gia     | Có                        | Có                        | Có                        | Có                        | Có                                       | Có                                       | Có                                       | Có                                       |
| Thẻ ra vào hoàng gia         | Chưa có                   | Chưa có                   | Chưa có                   | Chưa có                   | Chưa có                                  | $1000/năm + phí thành viên               | Chưa có                                  | Chưa có                                  |
| Tương thích mã nguồn mở      | Có                        | Có                        | Có?                       | Có?                       | Có                                       | Có                                       | Có                                       | Có                                       |
| Loại                         | MMC                       | RS-MMC                    | MMC Plus                  | SecureMMC                 | SD                                       | SDIO                                     | miniSD                                   | microSD                                  |

## Dẫn chứng
1. ↑  SanDisk Introduces The World's Smallest Removable Flash Card For Mobile Phones-The miniSD Card SanDisk.com
2. ↑  SanDisk Introduces 4GB miniSDHC Flash Card for Mobile Phones SanDisk.com